# Zatoka Tomini
Zatoka Tomini (indonez. Teluk Tomini) – zatoka morza Moluckiego w Indonezji; wrzyna się w wyspę Celebes, od zachodu i północy otoczona półwyspem Minahasa; długość ok. 415 km, szerokość 95–210 km.
W zatoce Tomini leżą wyspy Togian.